# Bully (Seine-Maritime)
Pour les articles homonymes, voir Bully.
Bully est une commune française située dans le département de la Seine-Maritime en région Normandie.

## Géographie

### Hydrographie
La commune est située dans le bassin Seine-Normandie. Elle est drainée par le cours d'eau 01 de la Plâtrière, le cours d'eau 02 de la Plâtrière, le Sorengs et le ruisseau de Bully,,.

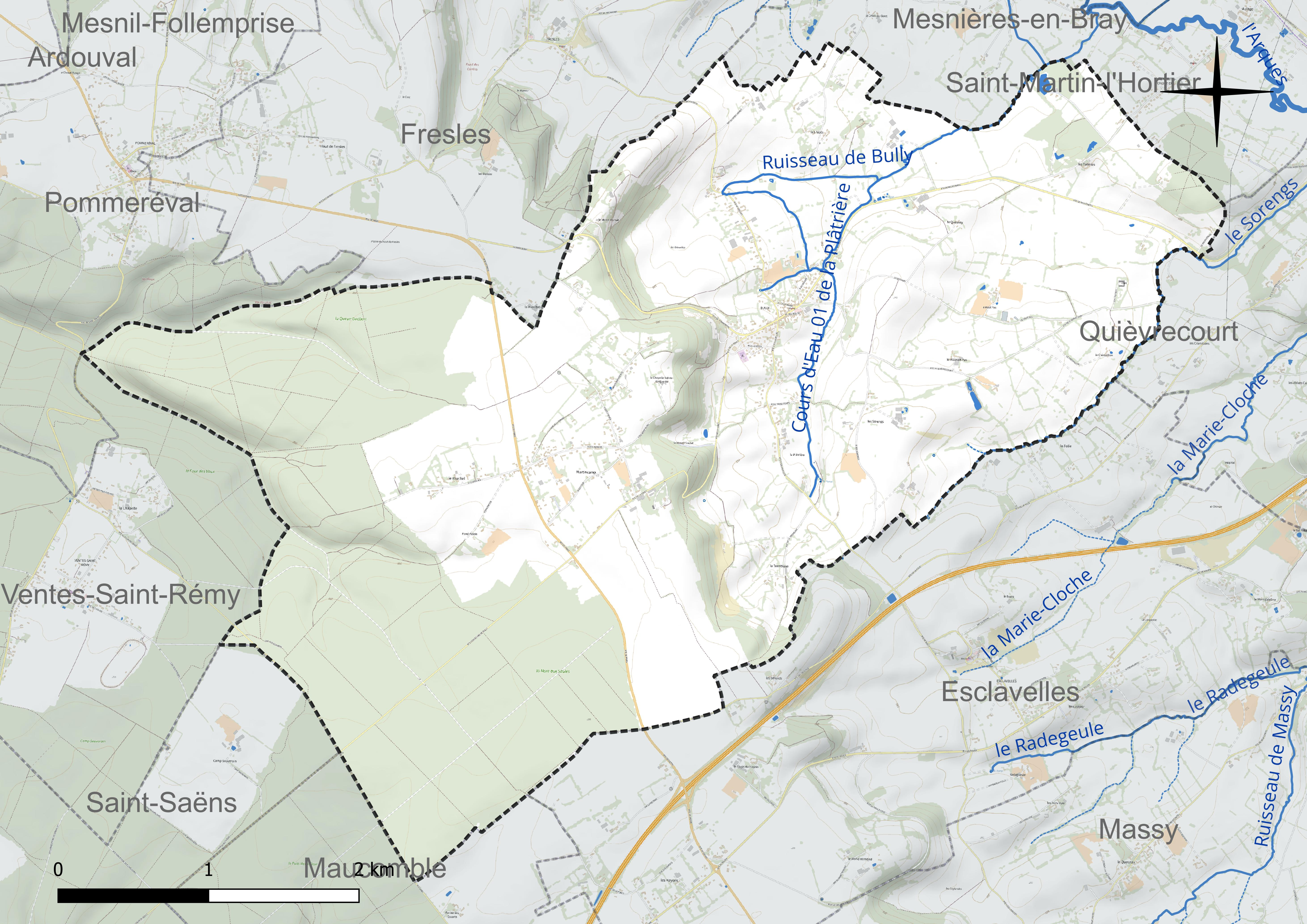
Réseau hydrographique de Bully.

### Climat
Pour des articles plus généraux, voir Climat de la Normandie et Climat de la Seine-Maritime.
En 2010, le climat de la commune est de type climat océanique altéré, selon une étude du CNRS s'appuyant sur une série de données couvrant la période 1971-2000. En 2020, Météo-France publie une typologie des climats de la France métropolitaine dans laquelle la commune est exposée à un climat océanique et est dans la région climatique Côtes de la Manche orientale, caractérisée par un faible ensoleillement (1 550 h/an) ; forte humidité de l’air (plus de 20 h/jour avec humidité relative > 80 % en hiver), vents forts fréquents. Parallèlement le GIEC normand, un groupe régional d’experts sur le climat, différencie quant à lui, dans une étude de 2020, trois grands types de climats pour la région Normandie, nuancés à une échelle plus fine par les facteurs géographiques locaux. La commune est, selon ce zonage, exposée à un « climat contrasté des collines », correspondant au Pays de Bray, bien arrosé et frais.
Pour la période 1971-2000, la température annuelle moyenne est de 10,4 °C, avec une amplitude thermique annuelle de 13,4 °C. Le cumul annuel moyen de précipitations est de 866 mm, avec 13,1 jours de précipitations en janvier et 8,5 jours en juillet. Pour la période 1991-2020, la température moyenne annuelle observée sur la station météorologique la plus proche, située sur la commune de Bouelles à 9 km à vol d'oiseau, est de 10,7 °C et le cumul annuel moyen de précipitations est de 838,4 mm,. Pour l'avenir, les paramètres climatiques de la commune estimés pour 2050 selon différents scénarios d’émission de gaz à effet de serre sont consultables sur un site dédié publié par Météo-France en novembre 2022.

## Urbanisme

### Typologie
Au 1er janvier 2024, Bully est catégorisée commune rurale à habitat dispersé, selon la nouvelle grille communale de densité à sept niveaux définie par l'Insee en 2022.
Elle est située hors unité urbaine. Par ailleurs la commune fait partie de l'aire d'attraction de Rouen, dont elle est une commune de la couronne,. Cette aire, qui regroupe 317 communes, est catégorisée dans les aires de 200 000 à moins de 700 000 habitants,.

### Occupation des sols
L'occupation des sols de la commune, telle qu'elle ressort de la base de données européenne d’occupation biophysique des sols Corine Land Cover (CLC), est marquée par l'importance des territoires agricoles (63,9 % en 2018), une proportion sensiblement équivalente à celle de 1990 (63,8 %). La répartition détaillée en 2018 est la suivante : 
prairies (40,8 %), forêts (34,6 %), terres arables (23,1 %), zones urbanisées (1,4 %). L'évolution de l’occupation des sols de la commune et de ses infrastructures peut être observée sur les différentes représentations cartographiques du territoire : la carte de Cassini (XVIIIe siècle), la carte d'état-major (1820-1866) et les cartes ou photos aériennes de l'IGN pour la période actuelle (1950 à aujourd'hui).

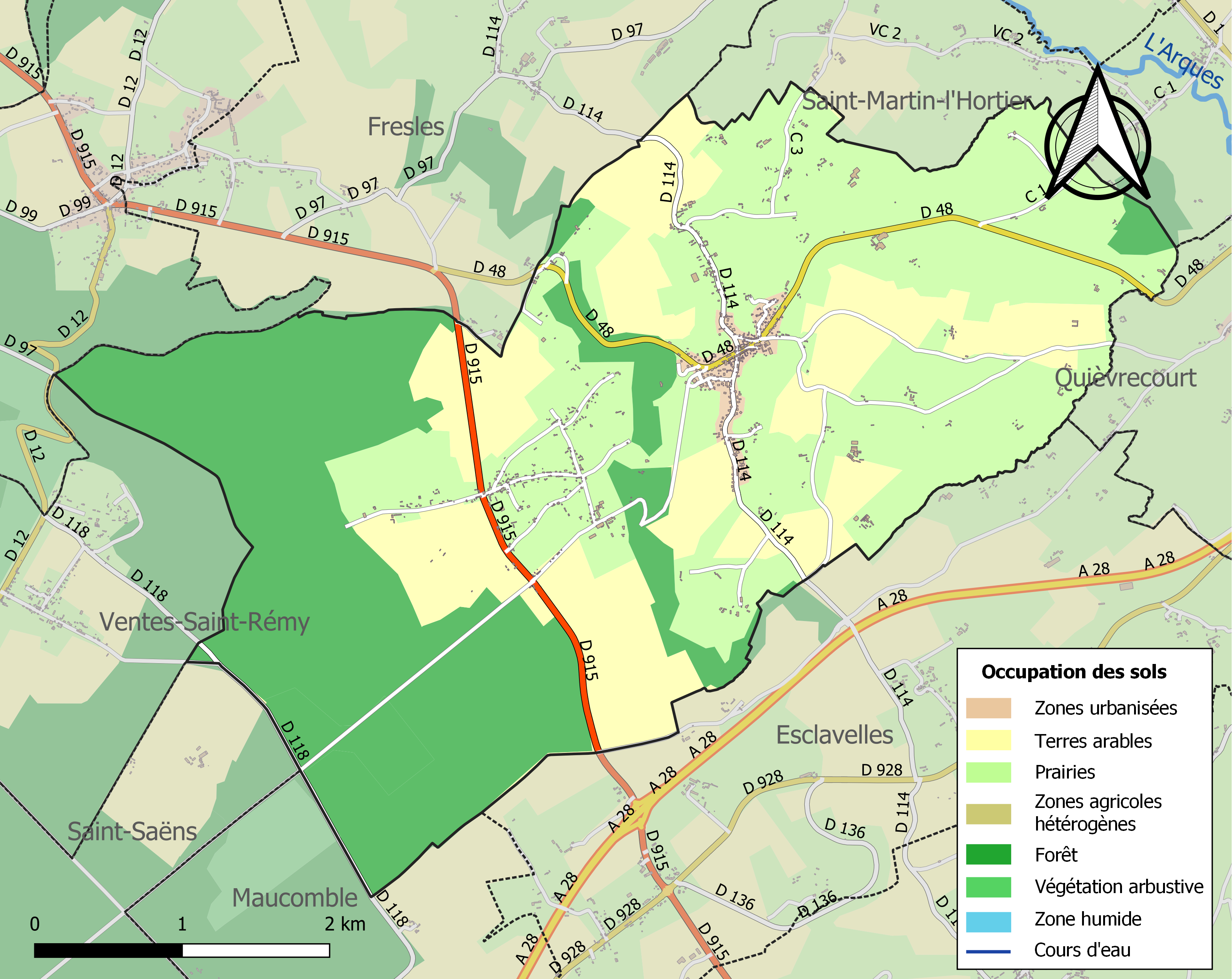
Carte des infrastructures et de l'occupation des sols de la commune en 2018 (CLC).

## Toponymie
Le nom de la localité est attesté sous la forme Buslei Vers 1060, Buthleium vers 1135 (Orderic Vital, IV, 33), Manasses de Bulis en 1172 (Arch. Eure H 711, cart. de Préaux f. 51 v.), Rogero de Bulli en 1250 (Archives départementales de la Seine-Maritime, 25 H), Busliacum et Dom. de Busliaco en 1251 (Arch. S.-M. 112 H), Bueleium au XIIIe siècle (Arch. S.-M. G 2094-Revenus du Chap. p. 8), Man. de Bulli 1406 (Arch. S.-M. ms 70 f. 116), Ecc. Sancti Eligii de Bulliaco en 1458 (Arch. S.-M. G 146), Saint Eloy de Bully en1479 (Arch. S.-M. tab. Rouen), Saint Eloy de Bully en 1513 (Arch. S.-M. tab. Neufchâtel), Saint Eloy de Bully en 1716 (Arch. S.-M. G 740).

## Politique et administration

### Rattachements administratifs et électoraux
La commune se trouve depuis 1926 dans l'arrondissement de Dieppe du département de la Seine-Maritime. Pour l'élection des députés, elle fait partie depuis 2012 de la sixième circonscription de la Seine-Maritime.
Elle fait partie depuis 1793 du canton de Neufchâtel-en-Bray. Dans le cadre du redécoupage cantonal de 2014 en France, ce canton, dont la commune est toujours membre, est modifié, passant de 23 à 70 communes.

### Intercommunalité
Bully était membre de la communauté de communes du Pays Neufchâtelois, créée le 1er janvier 1998.
Dans le cadre de l'approfondissement de la coopération intercommunale prévu par la Loi portant nouvelle organisation territoriale de la République (Loi NOTRe) du 7 août 2015, cette intercommunalité a fusionné avec sa voisine pour former, le 1er janvier 2017, la communauté de communes dénommée communauté Bray-Eawy, dont est désormais membre la commune.

### Liste des maires
| Période                                  | Période                   | Identité               | Étiquette | Qualité                                            |
| ---------------------------------------- | ------------------------- | ---------------------- | --------- | -------------------------------------------------- |
| 1800                                     | 1807                      | Martin Jerome          |           |                                                    |
| Les données manquantes sont à compléter. |                           |                        |           |                                                    |
| 1813                                     | 1813                      | Jean-Jacques Balavoine |           |                                                    |
| 1813                                     | 1814                      | Etienne Dumanoir       |           |                                                    |
| 1814                                     | 1822                      | Louis Fournier         |           |                                                    |
| Les données manquantes sont à compléter. |                           |                        |           |                                                    |
| 1860                                     | 1870                      | Nicolas Douelle        |           |                                                    |
| 1870                                     | 1898                      | Jules Godouet          |           |                                                    |
| 1898                                     | 1902                      | Théodule Démarest      |           |                                                    |
| 1902                                     | 1904                      | Edouard Chrétien       |           |                                                    |
| 1904                                     | 1905                      | Ernest Oyé             |           |                                                    |
| 1905                                     | 1908                      | Anatole Desjardins     |           |                                                    |
| 1908                                     | 1914                      | Alphonse Lucas         |           |                                                    |
| 1936                                     |                           | M. Lucas               |           |                                                    |
| Les données manquantes sont à compléter. |                           |                        |           |                                                    |
| mars 2001                                | juin 2007                 | Jean-Charles Barthod   |           |                                                    |
| juin 2007                                | mai 2020                  | Hervé Kropfeld         |           |                                                    |
| mai 2020                                 | En cours (au 2 juin 2020) | Christian Cossard      |           | Président de l’Amicale des anciens élèves de Bully |

## Démographie
L'évolution du nombre d'habitants est connue à travers les recensements de la population effectués dans la commune depuis 1793. Pour les communes de moins de 10 000 habitants, une enquête de recensement portant sur toute la population est réalisée tous les cinq ans, les populations de référence des années intermédiaires étant quant à elles estimées par interpolation ou extrapolation. Pour la commune, le premier recensement exhaustif entrant dans le cadre du nouveau dispositif a été réalisé en 2006.

En 2022, la commune comptait 868 habitants, en évolution de −4,72 % par rapport à 2016 (Seine-Maritime : +0,35 %, France hors Mayotte : +2,11 %).
| 1793  | 1800  | 1806  | 1821  | 1831  | 1836  | 1841  | 1846  | 1851  |
| ----- | ----- | ----- | ----- | ----- | ----- | ----- | ----- | ----- |
| 1 800 | 1 463 | 1 426 | 1 347 | 1 387 | 1 348 | 1 291 | 1 218 | 1 172 |

| 1856  | 1861  | 1866  | 1872  | 1876  | 1881 | 1886  | 1891  | 1896 |
| ----- | ----- | ----- | ----- | ----- | ---- | ----- | ----- | ---- |
| 1 110 | 1 107 | 1 130 | 1 056 | 1 022 | 975  | 1 011 | 1 003 | 911  |

| 1901 | 1906 | 1911 | 1921 | 1926 | 1931 | 1936 | 1946 | 1954 |
| ---- | ---- | ---- | ---- | ---- | ---- | ---- | ---- | ---- |
| 843  | 850  | 797  | 695  | 711  | 706  | 704  | 770  | 749  |

| 1962 | 1968 | 1975 | 1982 | 1990 | 1999 | 2006 | 2011 | 2016 |
| ---- | ---- | ---- | ---- | ---- | ---- | ---- | ---- | ---- |
| 740  | 653  | 610  | 633  | 677  | 792  | 863  | 891  | 911  |

| 2021 | 2022 | - | - | - | - | - | - | - |
| ---- | ---- | - | - | - | - | - | - | - |
| 883  | 868  | - | - | - | - | - | - | - |

## Économie
Le bar-brasserie-épicerie, dont les murs appartiennent à la commune, est rouvert fin 2018.
Le hameau de Martincamp sur le plateau a été « le plus grand centre de production de poterie populaire de Seine-Maritime du XVIIe au XIXe siècle, et surtout le seul à avoir produit du grès », grâce à l'utilisation du bois de la forêt d'Eawy pour alimenter les fours des ateliers familiaux, et aux gisements argileux dans les carrières au fond de la Boutonnière du Pays de Bray, à Quièvrecourt. Aujourd'hui, il subsiste quelques rares ateliers de potiers.

## Culture locale et patrimoine

### Lieux et monuments
- Église Saint-Éloi.

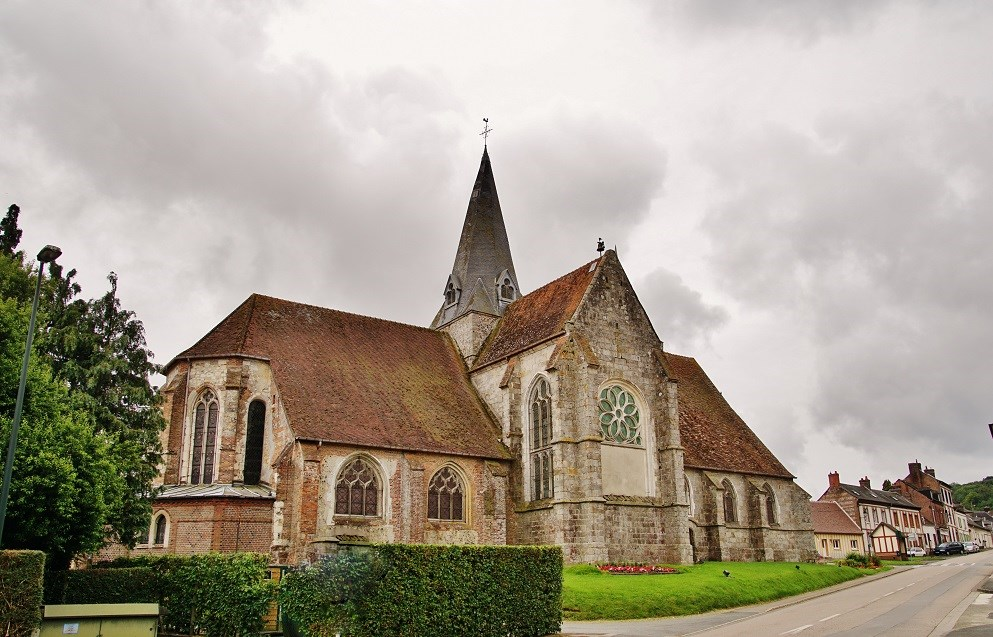
L'église Saint-Éloi.

- Chapelle Saint-Martin (Martincamp).
- Manoir du Flot[30] construit entre 1560 et 1588  Inscrit MH (1996). Propriété d'une personne privée)[31]
- Monument aux morts, situé sur la place de la mairie, devant la mairie, surmonté de la statue Le Poilu mourant en défendant le Drapeau.

### Personnalités liées à la commune
- Jean-Luc Thérier, coureur automobile (1945 - 2015) premier Champion du Monde des Rallyes à titre honorifique en 1973 avec Alpine, multiple champion de France et vainqueur de la Coupe de France sur Terre notamment, est inhumé dans la commune[32].

Les seigneurs de Bully
- Le comté d'Eu
- Roger de Bully, premier seigneur du nom de Bully en 1056
- Richard de Bully
- Jean de Bully, décédé en 1213
- Robert de Melville
- Guillaume de Melville
- Pierre de Melville
- Jean de Melville
- La famille Louvel
- Jean d'Estrimont
- Robert Filleul au droit de sa femme Jeanne d'Estrimont
- Pierre de L'Estendart au droit de sa femme Jeanne Filleul
- La famille de L'Estendart durant trois siècles
- Les Roncherolles
- René de Maupeou au droit de sa femme Anne de Roncherolles.

## Pour approfondir